# 斯波爾丁鎮區 (密歇根州梅諾米尼縣)
斯波爾丁鎮區（英語：Spalding Township）是位於美國密歇根州梅諾米尼縣的一個行政鎮區。

## 地方資料
斯波爾丁鎮區的面積為422.10平方千米，當中陸地面積為421.10平方千米，而水域面積為1.00平方千米。根據2020年美國人口普查的數據，當地共有人口1090人，而人口密度為每平方千米2.58人。